# 中日臨海バス
中日臨海バス株式会社（ちゅうにちりんかいバス）は、三重県四日市市に本社を置く貸切バス専業事業者。貸切バス専業事業者でありながら大規模工業地帯・物流拠点における企業送迎バスに特化し、本社付近の四日市コンビナートをはじめ、京浜工業地帯や京葉工業地帯、堺泉北臨海工業地帯など、関東・中部・関西エリアの工業地帯で8拠点を中心に、大規模に企業従業員送迎バスを運行している。
社名に「中日」という文字が含まれるが、中日新聞社との資本関係は一切ない。
グループ企業として、大阪府大阪市東住吉区に特定バス専業のエムオーティ株式会社、神奈川県川崎市川崎区にWILLERとの合弁会社として設立したベイラインエクスプレス株式会社を有する。本項ではこれらのバス会社についても触れる。

## 中日臨海バス

### 本社・営業所
- 本社：三重県四日市市海山道町3丁目80番地
- 三重支店：三重県四日市市海山道町3丁目80番地
  - 四日市営業所：三重県四日市市海山道町3丁目80番地
  - 桑名営業所：三重県桑名市安永1056-1
- 大阪堺支店：大阪府堺市西区浜寺石津町西3丁7番地30号
  - 和泉事業所：大阪府和泉市
- 京浜支店：神奈川県川崎市川崎区塩浜1丁目2-1
  - 川崎営業所：神奈川県川崎市川崎区東扇島6番10号 かわさきファズ2階

東扇島等で約75台（企業送迎・観光バス）

  - 品川シーサイド営業所：東京都品川区東大井1丁目13番地5号 102
    - シーサイド車庫：東京都品川区東品川4丁目
    - 八潮車庫：東京都品川区八潮3丁目

品川で約35台（企業送迎・ワールドシティタワーズマンション住民送迎）
  - 千葉船橋営業所：千葉県船橋市南海神1丁目7番5号 ダイワコーポレーション2階

船橋で6台（企業送迎）
  - 厚木海老名営業所：神奈川県海老名市社家984-2
- 三河営業所：愛知県安城市篠目町二タ又19番1、19番5、19番6

### 現行路線

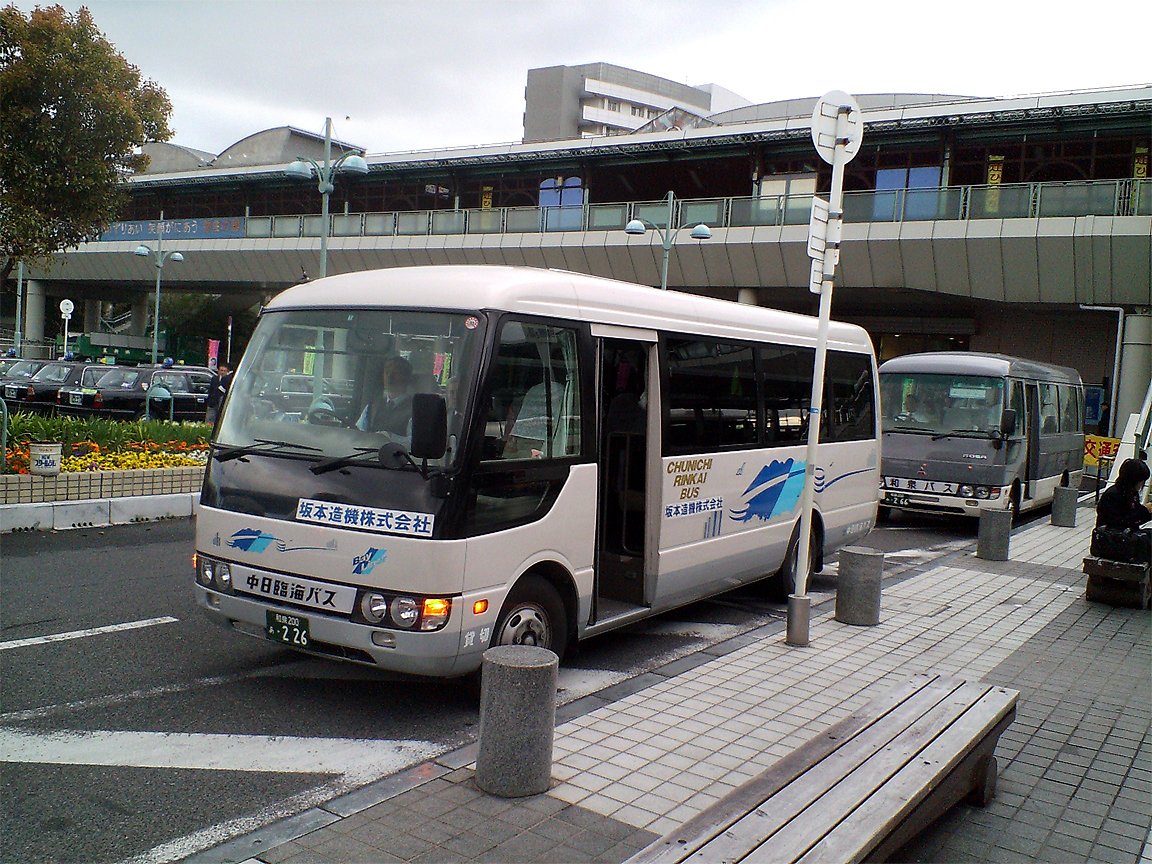
大阪府和泉市内の企業からの受託により運行されている送迎バス

#### 四日市本社
- 桑名営業所で、三重県桑名市のコミュニティバス「K-バス」北部ルート・長島ルートの運行を受託している。
- 車検のコバックとして、四日市・鈴鹿の2店舗で車検・一般整備を実施している。

#### 大阪堺支店
- 忠岡町福祉バス「ハートふる号」（大阪府泉北郡忠岡町）
  - 無料。高齢者、障害者等優先。
- 泉大津市ふれあいバス（大阪府泉大津市）
  - 無料。高齢者、障害者、妊婦等のみ乗車可。
- この他、和泉市や泉大津市などでは、企業からの受託により、最寄り駅から発着する送迎バスが運行されている。
- 和泉事業所には観光バスが配属されている。

かつては、以下のコミュニティバスを運行受託していた。
- 岸和田市内循環バス「だんじりくん」：2005年5月31日をもって廃止
- 大阪府泉南郡岬町コミュニティバス「ミニループバスみさき」：2012年4月から運行事業者を大新東に変更

#### 京浜支店
- 企業からの受託により、従業員用の無料送迎バスを運行している。

運行エリアは、神奈川県川崎市南部・横浜市・海老名市・厚木市・伊勢原市・秦野市・中井町、東京都大田区・品川区・港区、千葉県船橋市など。
- 京浜支店と伊勢原営業所には観光バスが配属されている。
- 八王子駅 - 日光霧降間、東京駅 - スパリゾートハワイアンズ（ハワイアンズゴルフコース経由）間の予約制高速バスを運行している。
- 車検のコバックとして、海老名で車検・一般整備を実施している。

### 車両
マイクロバスから大型バスまで多種多様な車両が存在する。主に三菱・日野が多いが、いすゞ・日産ディーゼル（現・UDトラックス）も少数存在する。また、2009年から韓国・現代自動車製の大型車が導入されている。
自社の標準仕様は、中型バスはトップドア、大型バスは前後扉であったが、高齢者、身体障害者等の公共交通機関を利用した移動の円滑化の促進に関する法律（交通バリアフリー法）によるノンステップバス普及のため前後扉車を製造するメーカーがなくなったため、近年導入の車両からは前中扉になっている。座席は2人掛けで補助席付き。その他、企業からの買い取り（元白ナンバー）や中古車の導入により、標準仕様とは違う車両も多数存在している。また、各支店・営業所で仕様が少しずつ異なっており、非常にバラエティーに富んでいる。
塗装は、白をベースに青の海と雲をイメージした標準カラーの他に、京浜支店のCRBカラーが多い。大阪堺支店には、標準カラーを紫色にしたもののほか、ごく少数CRBカラーが存在する。支店間で広域にわたり車両の転属が行われるため、過去には「ミニループバスみさき」と同じカラーの車両が品川営業所に配属されていたこともあった（現在はCRB塗装への変更により消滅）。また、送迎バスの委託元企業の専用カラーも多い。
観光バスは中型ハイデッカー、大型ハイデッカーとスーパーハイデッカーがあり、標準的な仕様の他、トイレ付きや車椅子リフト付き、9列シート車などがある。塗装はほとんどが青の標準カラーだが、一部に自社オリジナルカラーや旅行会社の契約カラーもある。かつては高速ツアーバス専用車としてWILLER EXPRESSからリースされたWILLERカラーの車両もあった。

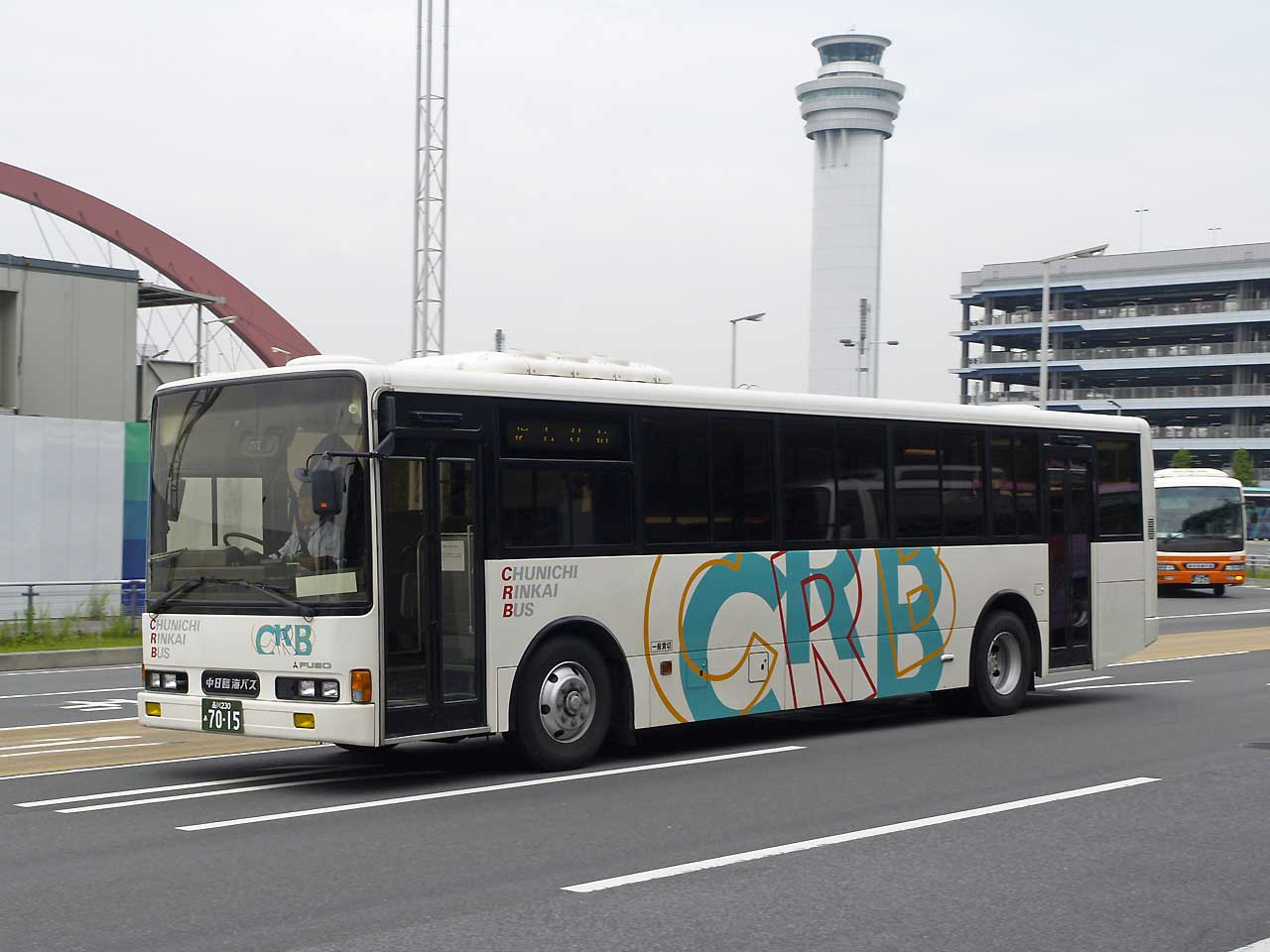
三菱ふそう･エアロスター（CRB塗装）
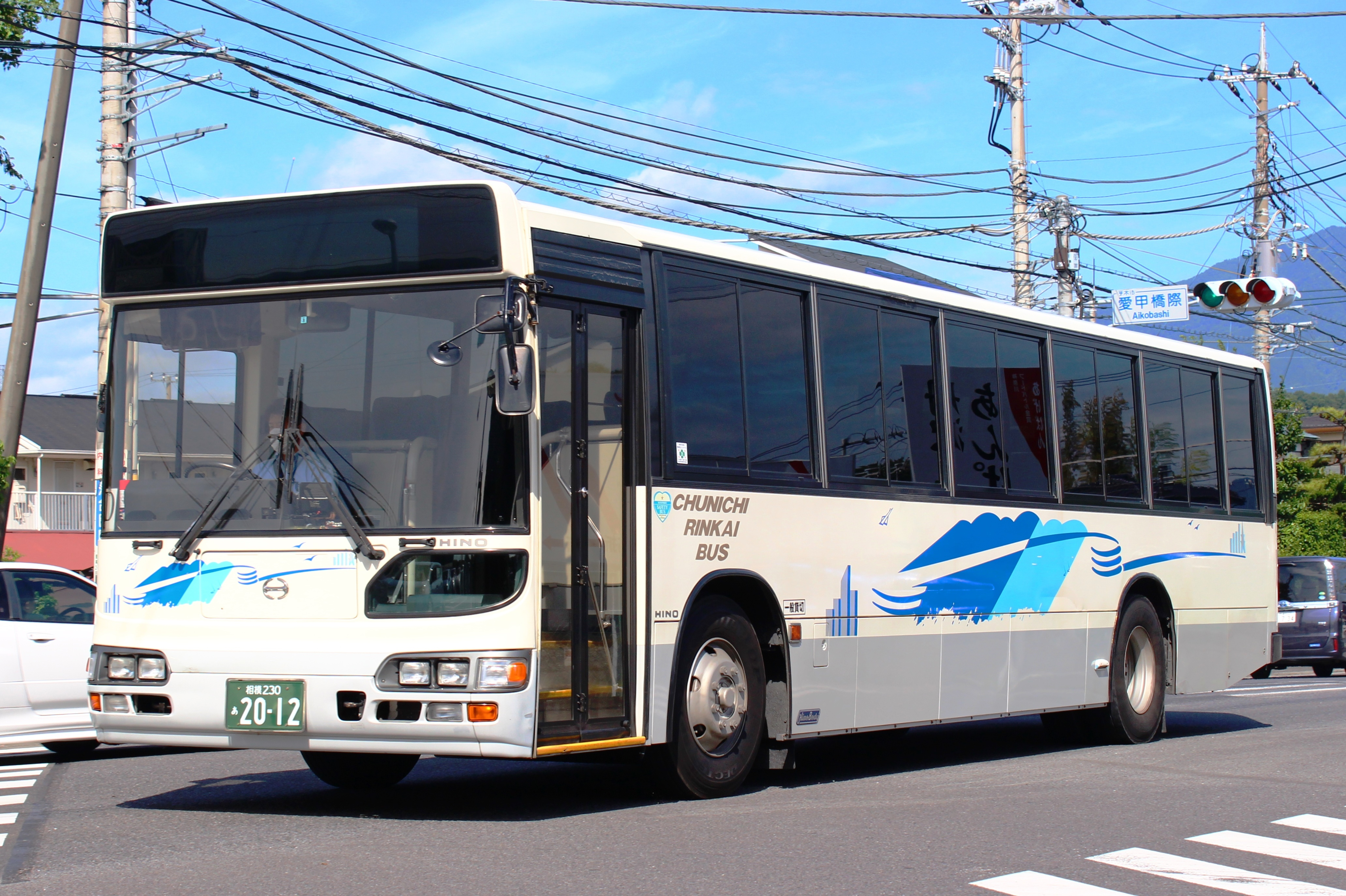
日野･ブルーリボンシティ
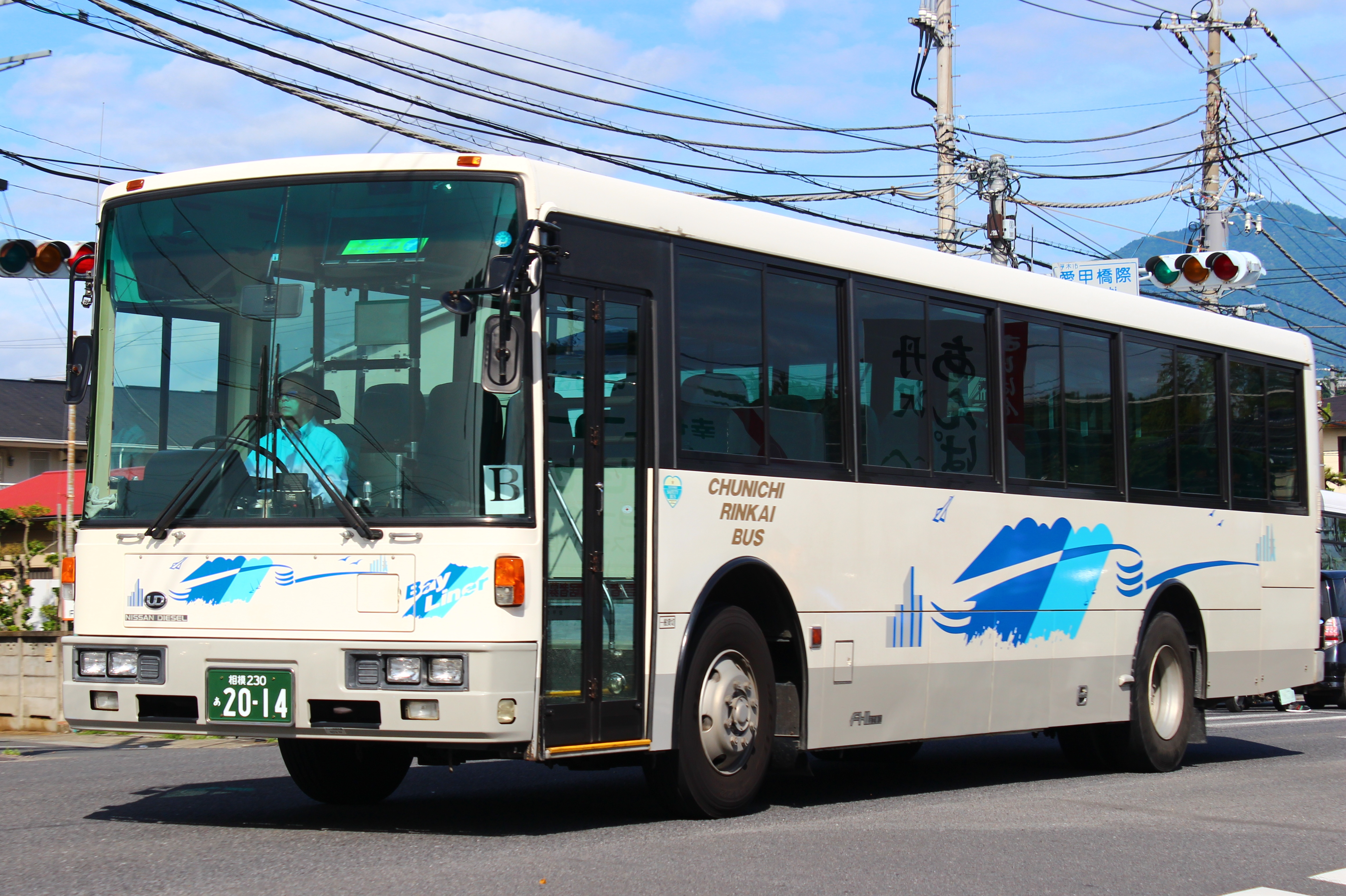
日産ディーゼル･スペースランナー

## グループ企業

### エムオーティ
エムオーティ株式会社は、特定バス専業事業者として、福祉特定輸送を主な業務とする。会社設立と同時にバス運転管理事業を開始、大阪府内で特別支援学校児童・生徒のスクールバスを多数受託運行する。その他、守口市・泉南市立幼稚園、私立大阪青凌中学校・高等学校のスクールバスも受託運行している。城東区マイクロバスの運行を担当。

#### 沿革
- 1984年3月：有限会社中日商事として会社設立（本店：大阪府堺市浜寺石津町1丁6番15号）
- 1997年
  - 6月：有限会社大阪福祉バスに商号変更、大阪府堺市浜寺石津町西3丁7-30へ本店を移転。
  - 7月：株式会社に改組し、大阪福祉バス株式会社を設立。
- 1998年1月：一般貸切旅客自動車運送事業開始（近畿運輸局）
- 1999年1月：泉佐野市鶴原2丁目10番4号に泉佐野営業所を開設。
- 2000年9月：大阪市中央区瓦町4丁目3丁目9-301へ本店を移転。
- 2001年11月：岸和田営業所、平野営業所を開設。
- 2002年
  - 1月：大阪福祉バス株式会社から、エムオーティ株式会社に商号を変更。
  - 6月：大阪市平野区平野馬場1丁目5-10に本店を移転。
  - 6月：特別支援学校のスクールバス運行受託を開始。
- 2003年3月：岸和田営業所、泉佐野営業所を閉鎖。
- 2005年1月：摂津営業所を開設（2007年3月閉鎖）。
- 2009年1月：堺営業所を開設。
- 2010年9月	門真営業所を開設。私立大阪青凌中学校・高等学校スクールバス運行受託を開始。
- 2011年9月	岸和田営業所を開設。
- 2013年
  - 4月：大阪市住之江区福祉バスの運行受託を開始。
  - 7月：現在地（大阪市東住吉区矢田2丁目16-15）に本店を移転。
  - 9月：大阪市西淀川区中島1丁目35-40に西淀川営業所を開設。
- 2014年10月：岸和田営業所を岸和田市西大路町191-1へ移転。
- 2016年4月：門真営業所を閉鎖、寝屋川営業所を開設。
- 2017年4月：佐野営業所を開設。
- 2019年4月：なんば営業所、泉南営業所を開設。

### ベイラインエクスプレス
2012年12月、中日臨海バスとWILLERの合弁会社として設立。WILLER TRAVELがツアーバスとして催行していた頃からWILLER EXPRESSの運行を手掛けている。会社設立時は車両創業時は11台を保有し、毎日4路線14便を運行していた。2021年2月時点では21台を保有し、運行路線は毎日5路線26便に増加している。
2021年度から自社運行の特定バスとして、企業従業員送迎バスの運行を開始予定している。